# Troița din Tilișca
Troița din Tilișca este un monument istoric aflat pe teritoriul satului Tilișca, comuna Tilișca, județul Sibiu.

## Istoric și trăsături
Simboluri de credință, crucile-troiță sunt o prezență constantă în satele Mărginimii Sibiului, ridicate în diferite locuri cu semnificații simbolice: la margine de hotar, la răscruce de drumuri, la intrarea în localitate, în apropierea unui izvor sau a unui pod, la drumul care se învecinează cu teritoriul agricol al așezării etc. Troița-cruce o întâlnim construită și în apropierea caselor localnicilor, spre mântuirea și pomenirea sufletelor ctitorilor acestui monument.
Troița monument din Tilișca face parte din grupul troițelor-capelă, datând din secolele XVIII-XIX, monumente amintind de arhitectura capelelor, care adăpostesc în interior crucea din lemn sau piatră. Este pictată policrom în interior și exterior.

## Imagini

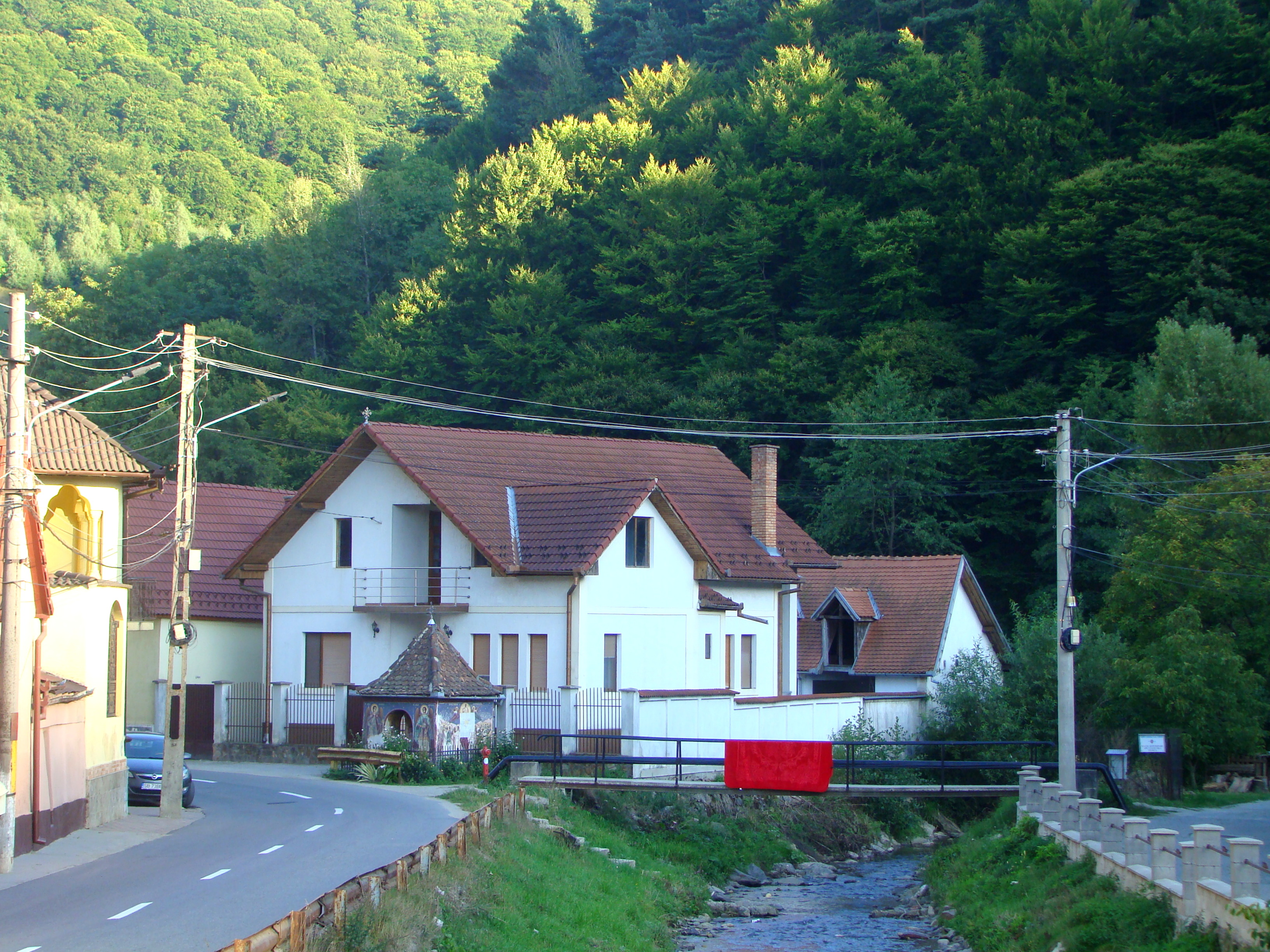
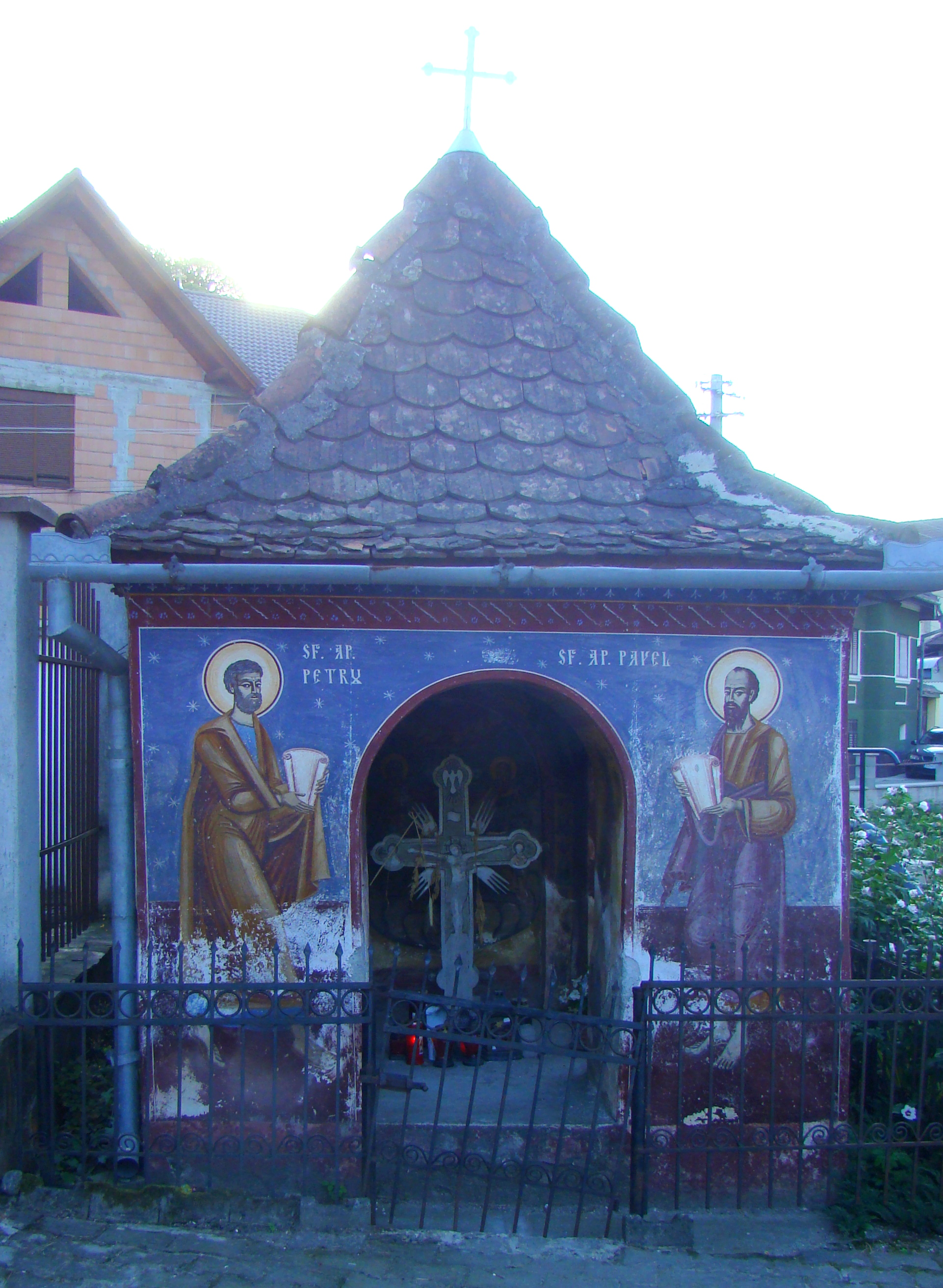
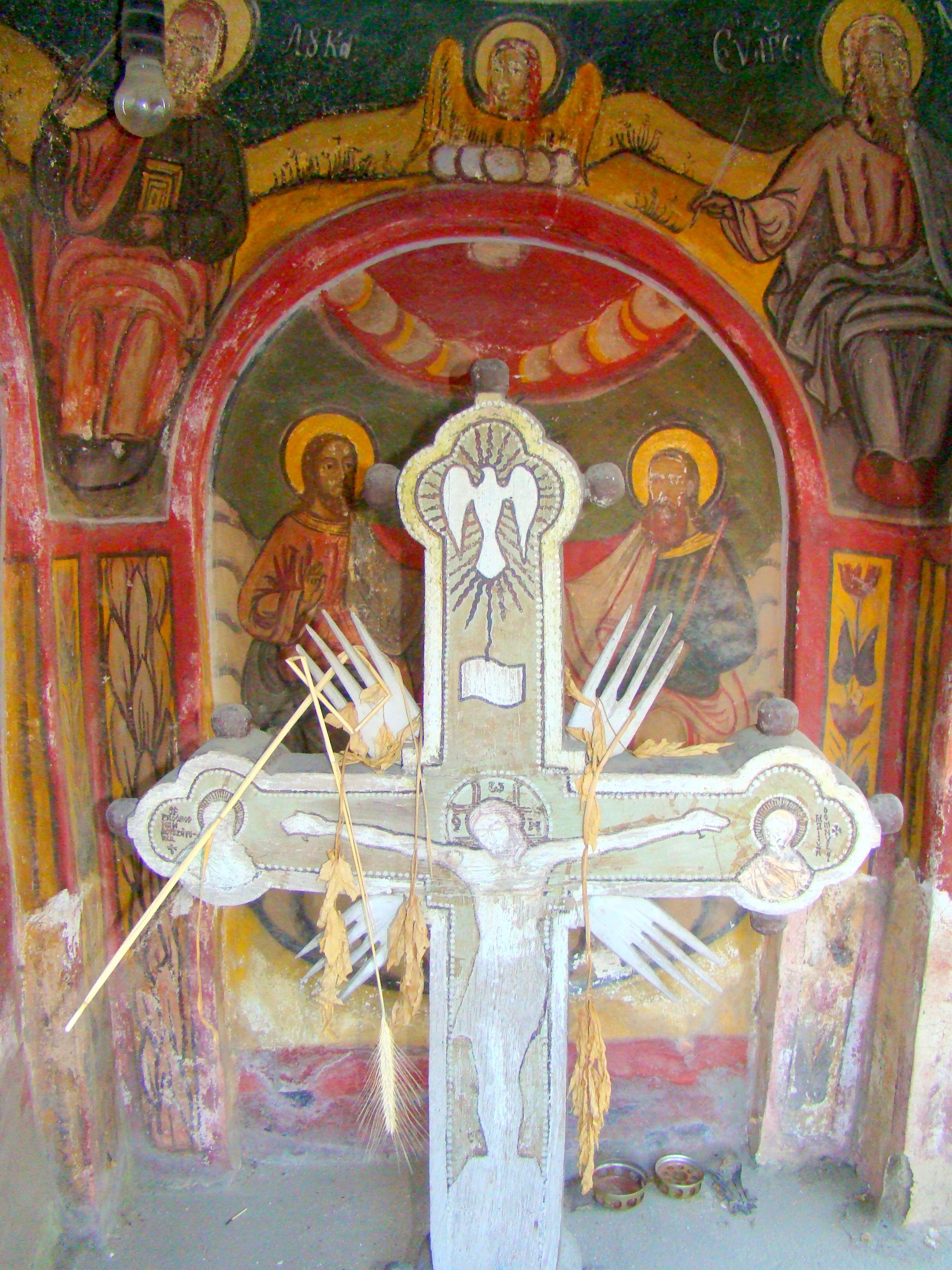
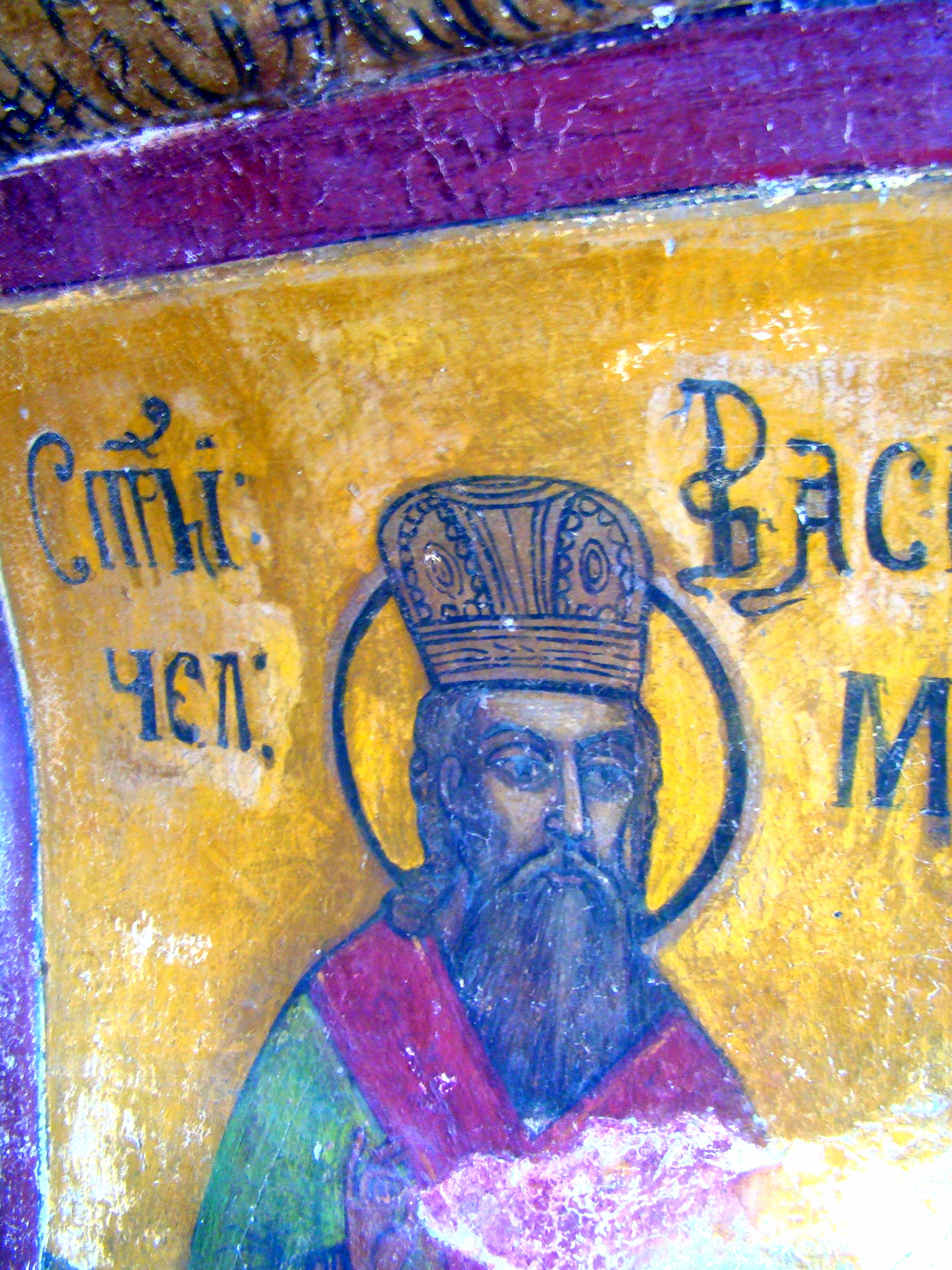
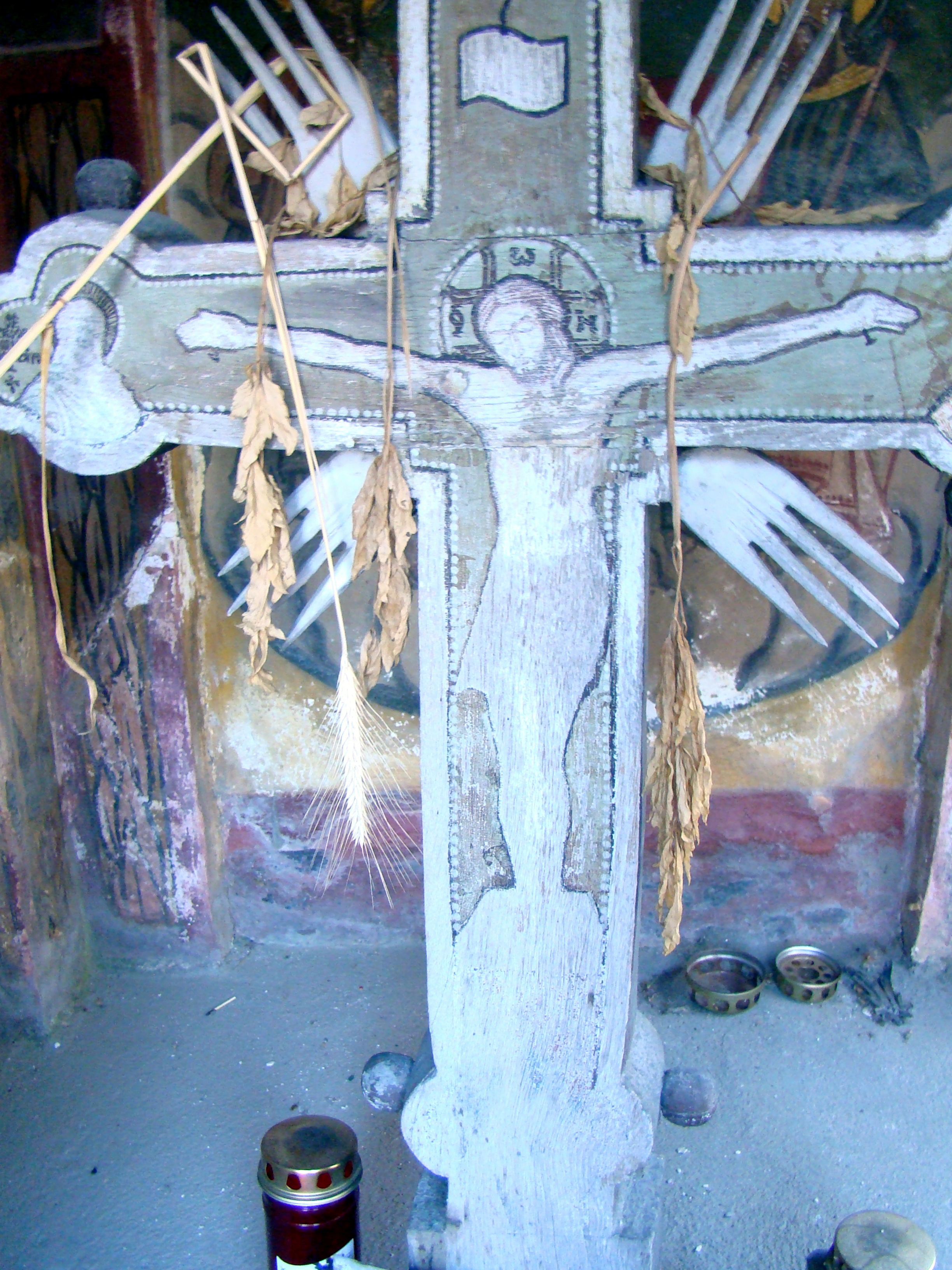
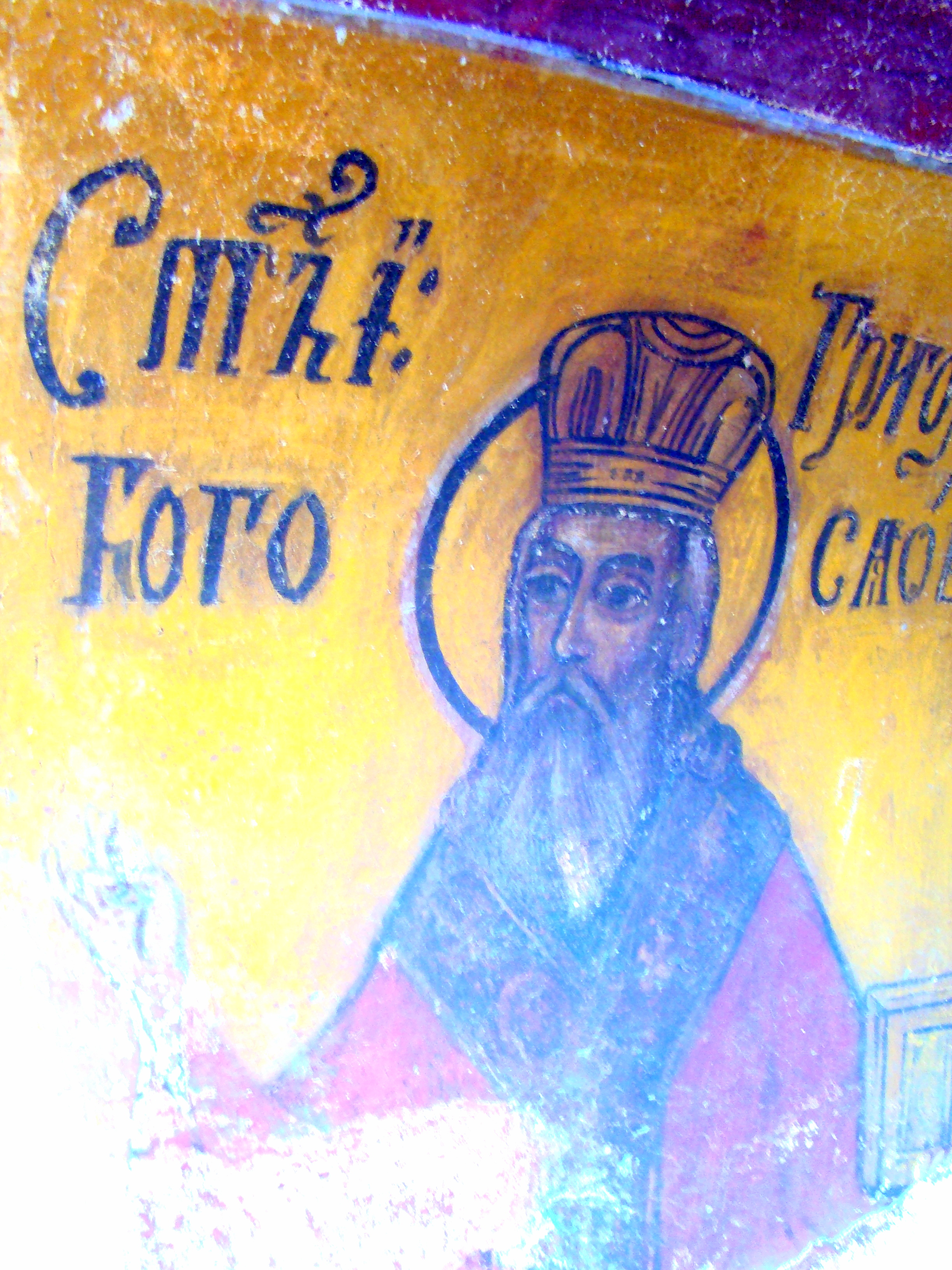
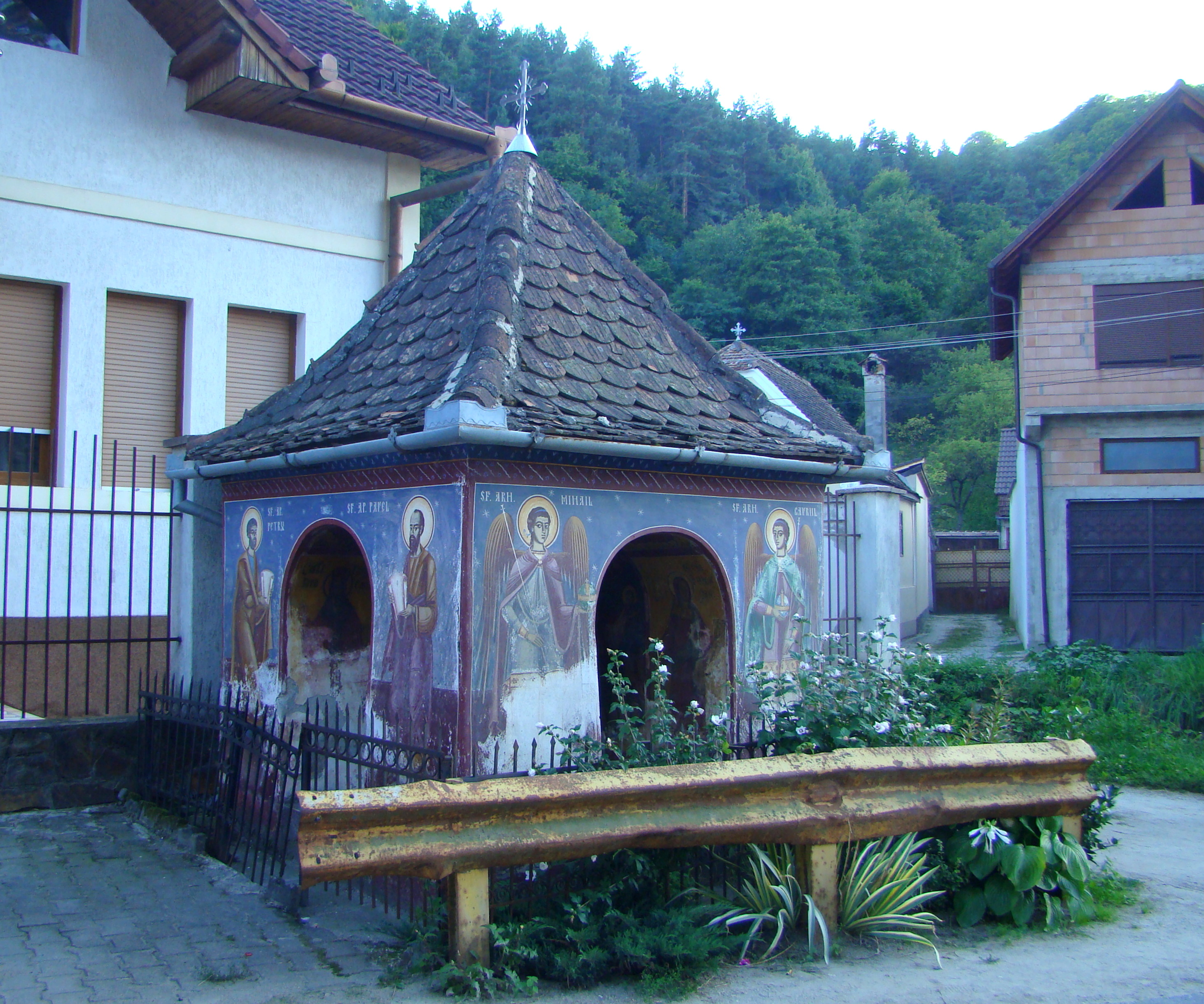
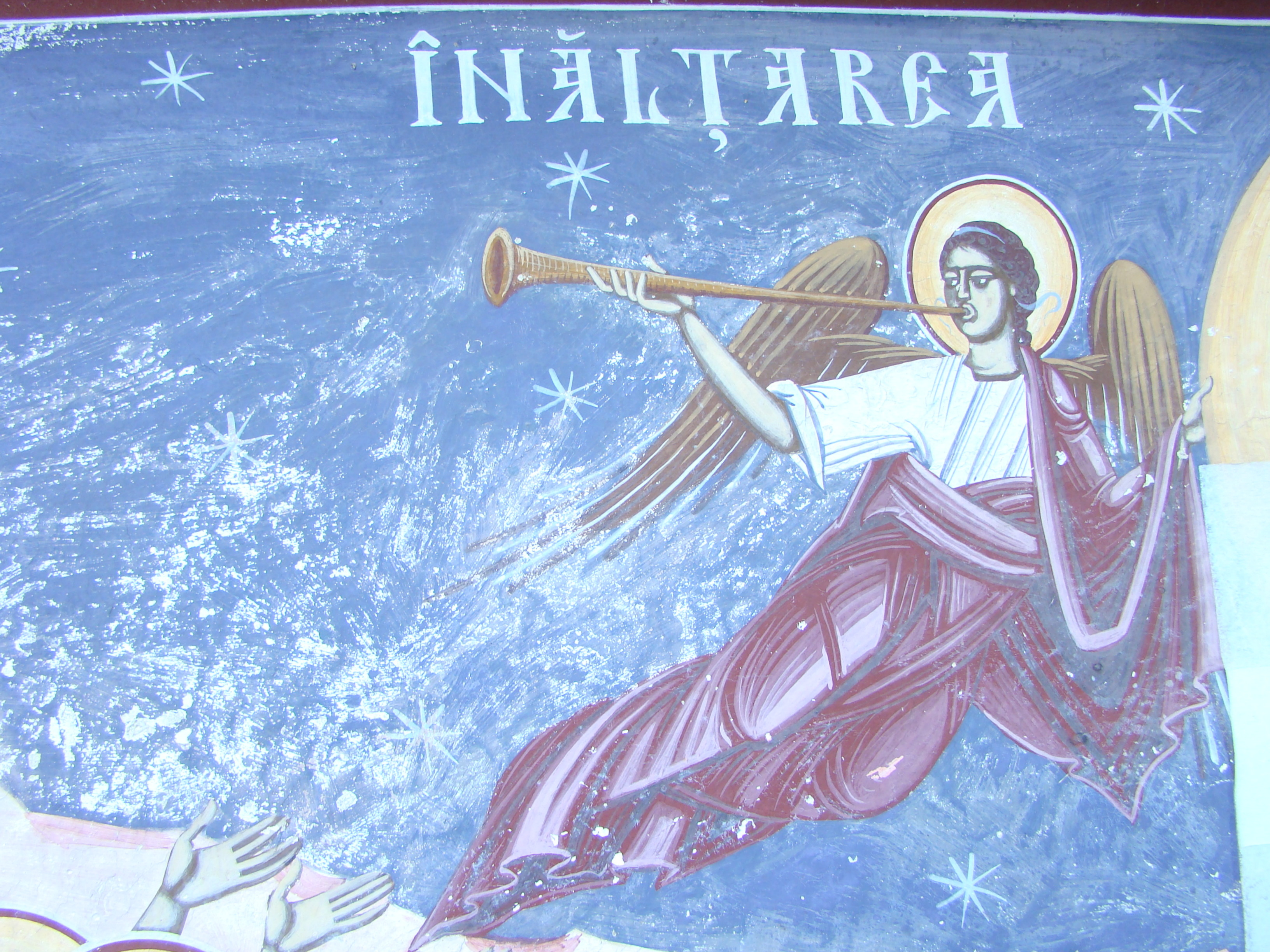
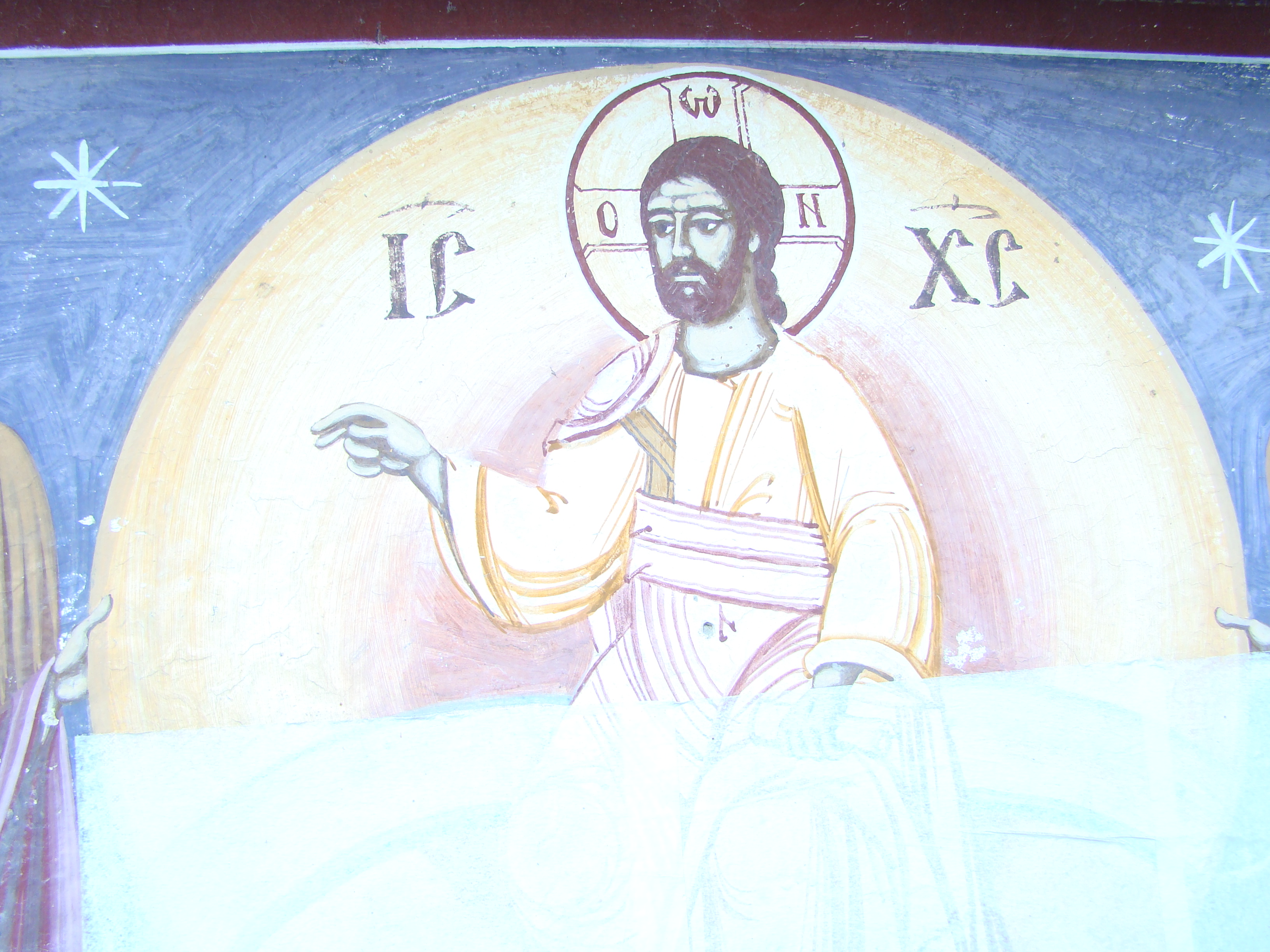
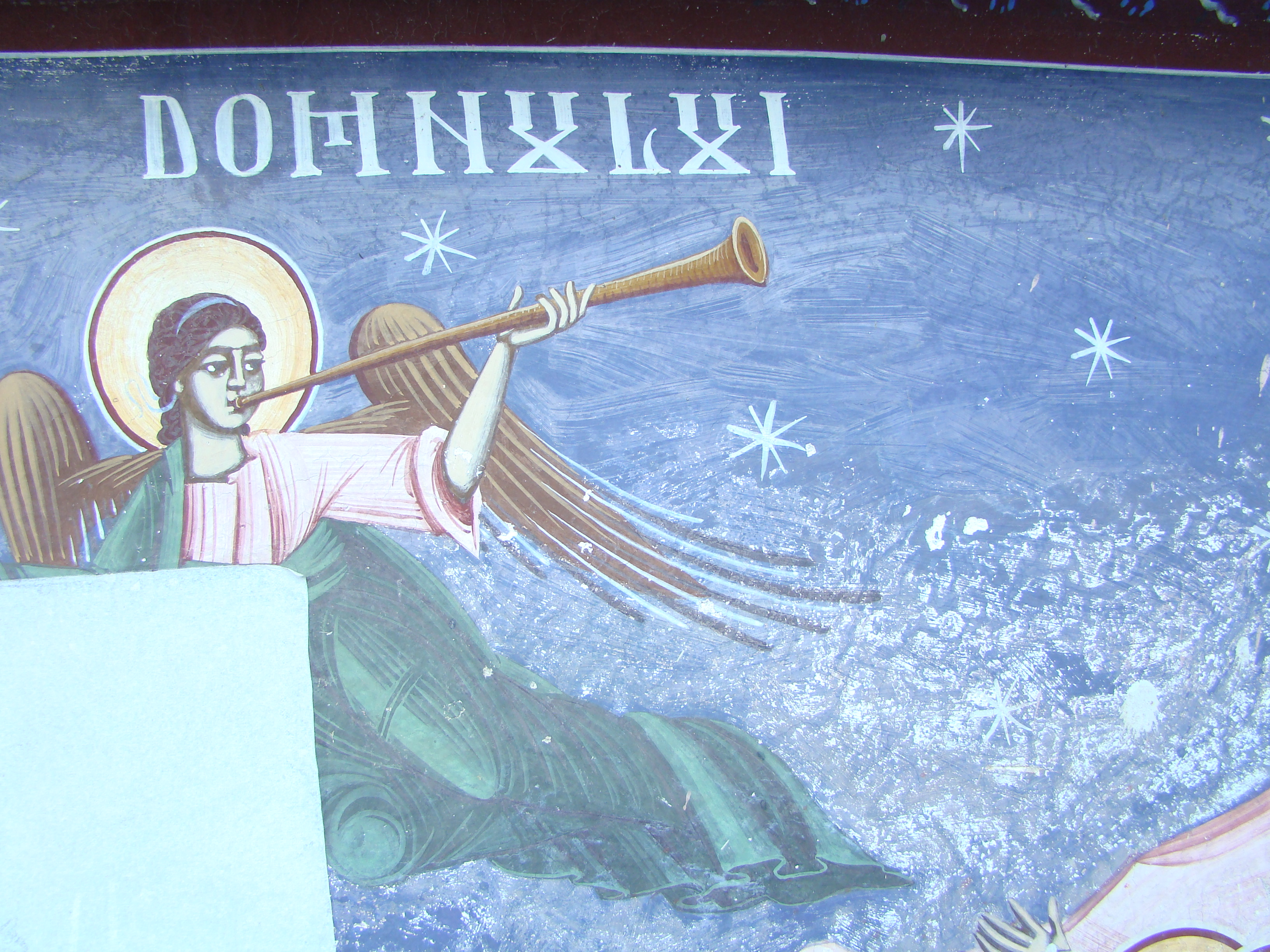
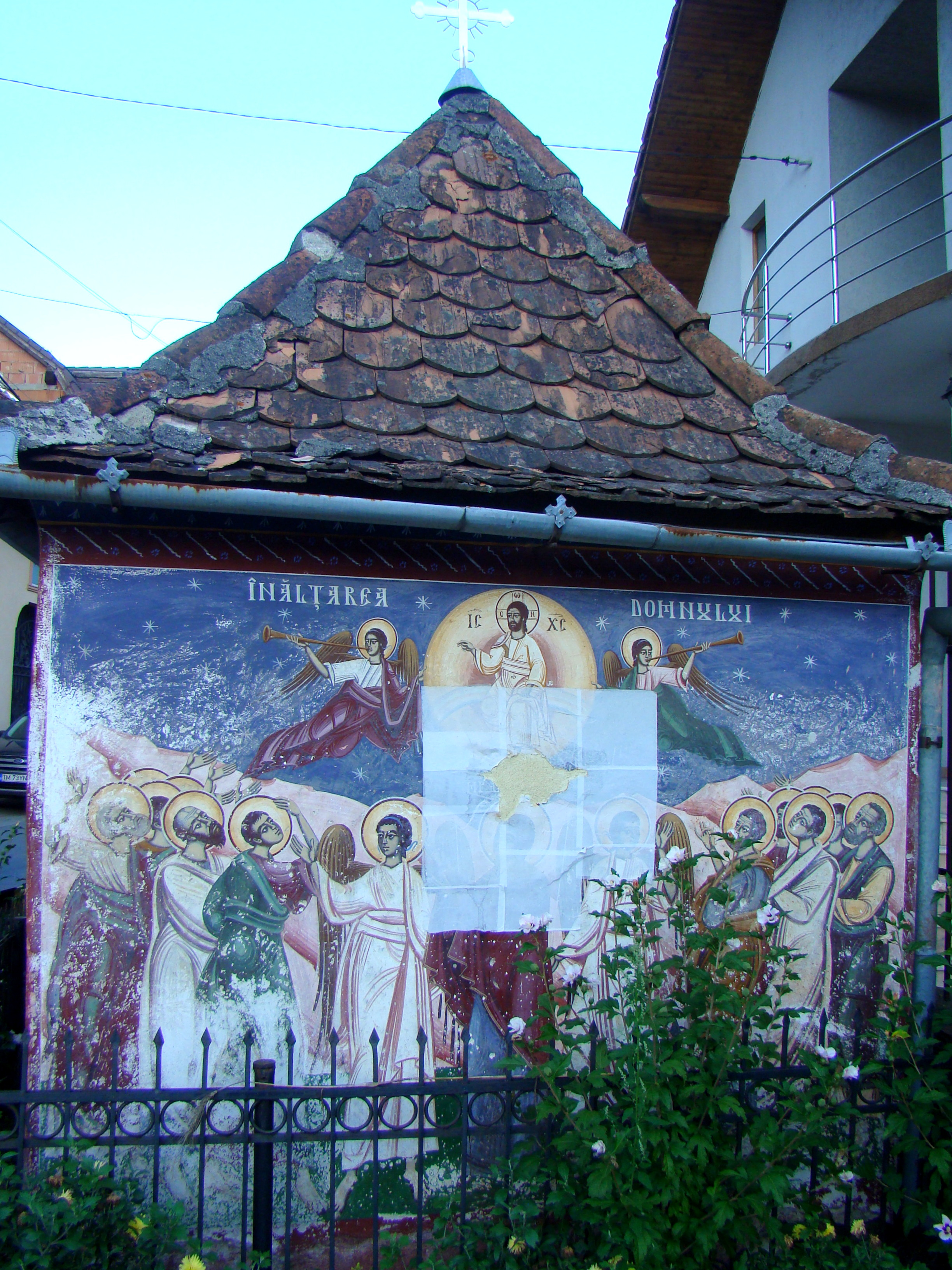
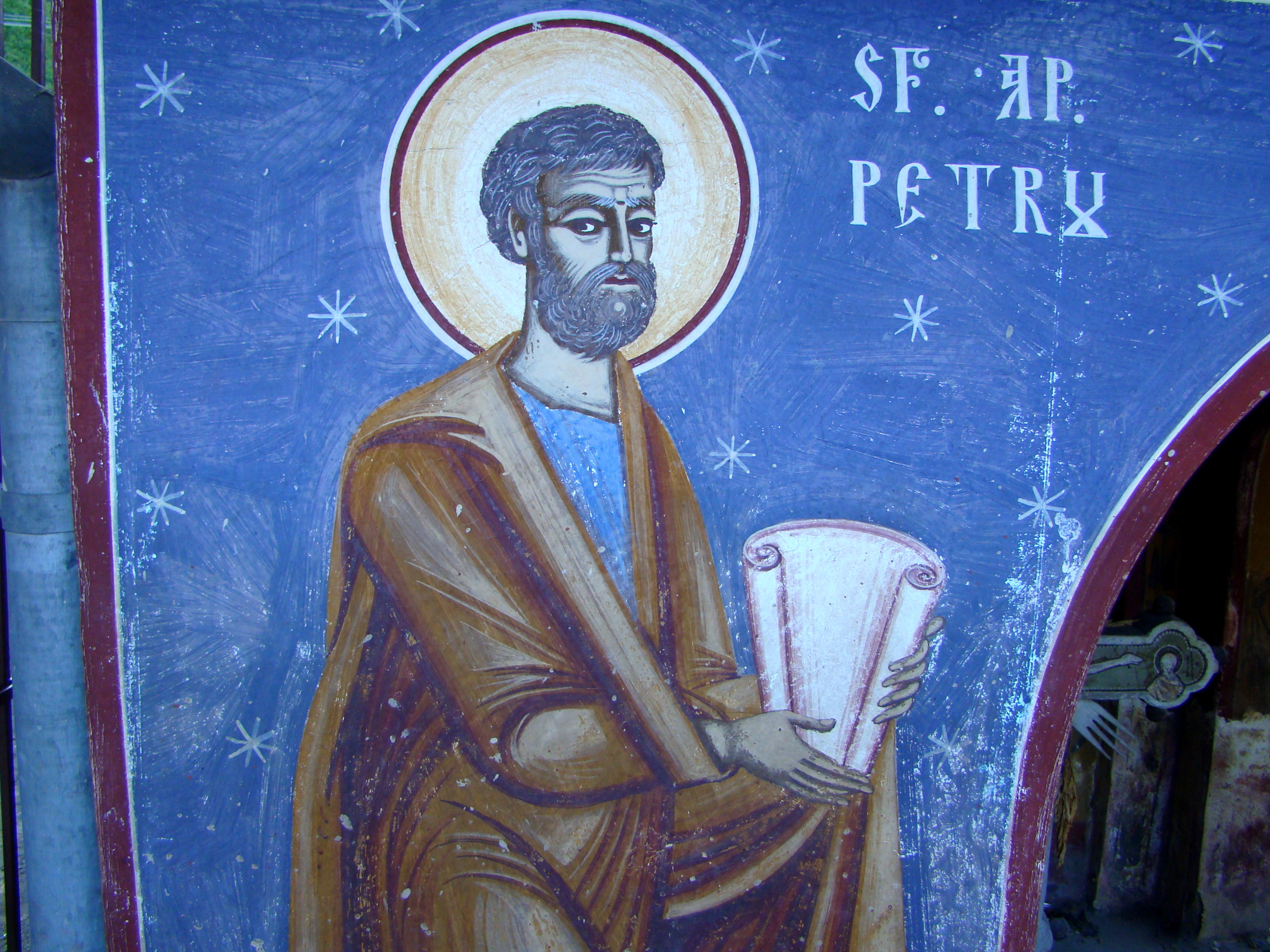
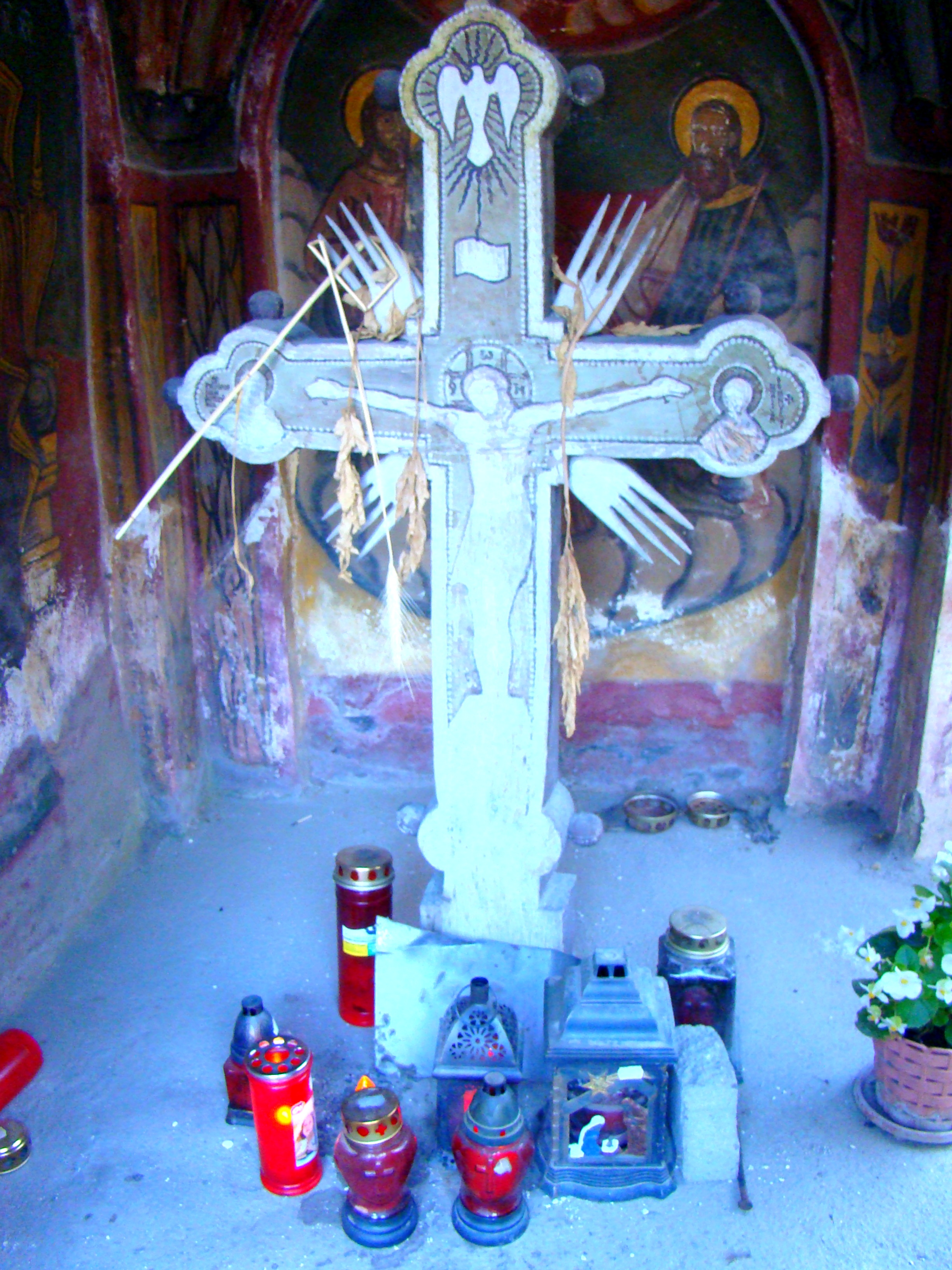
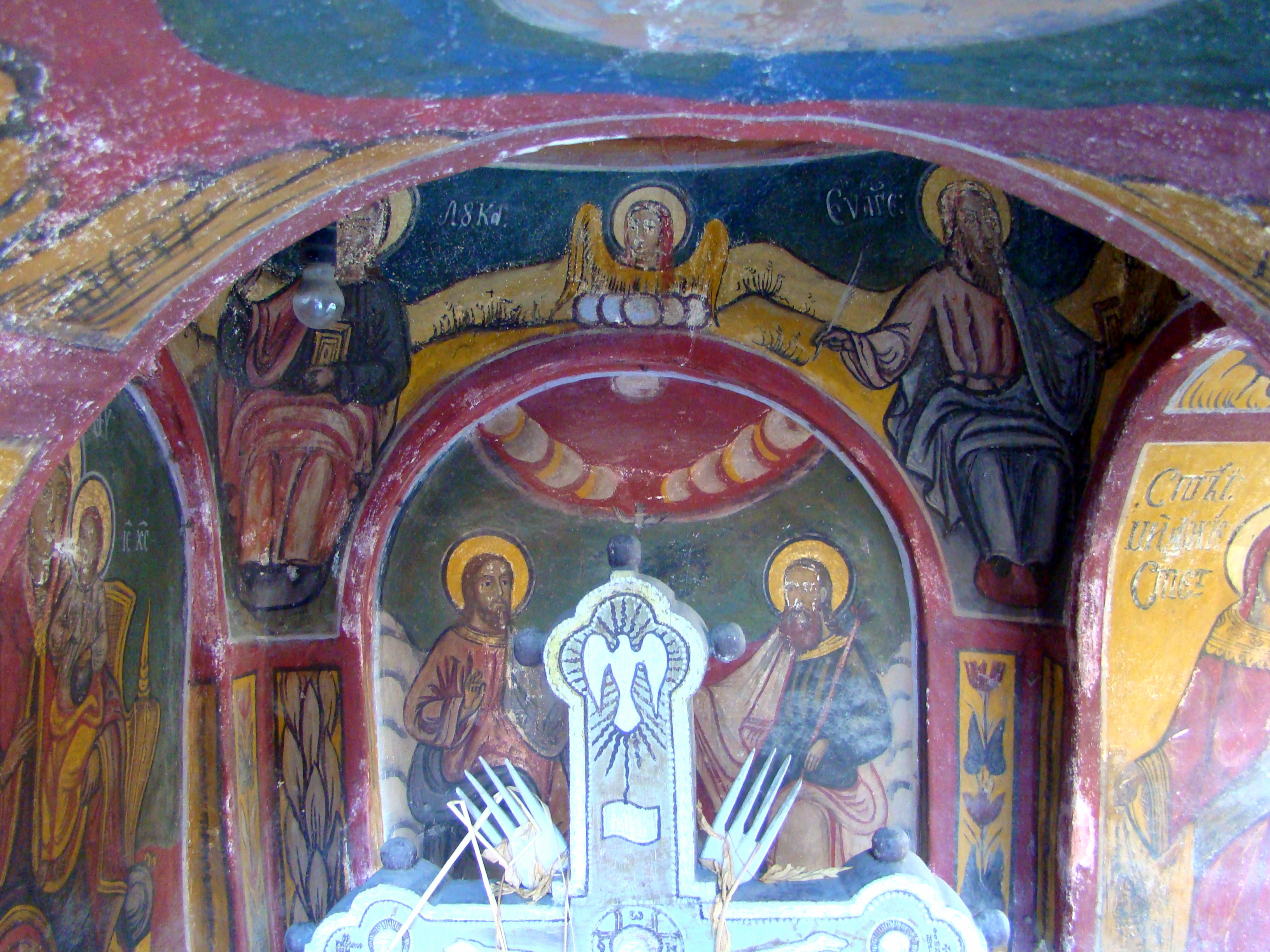
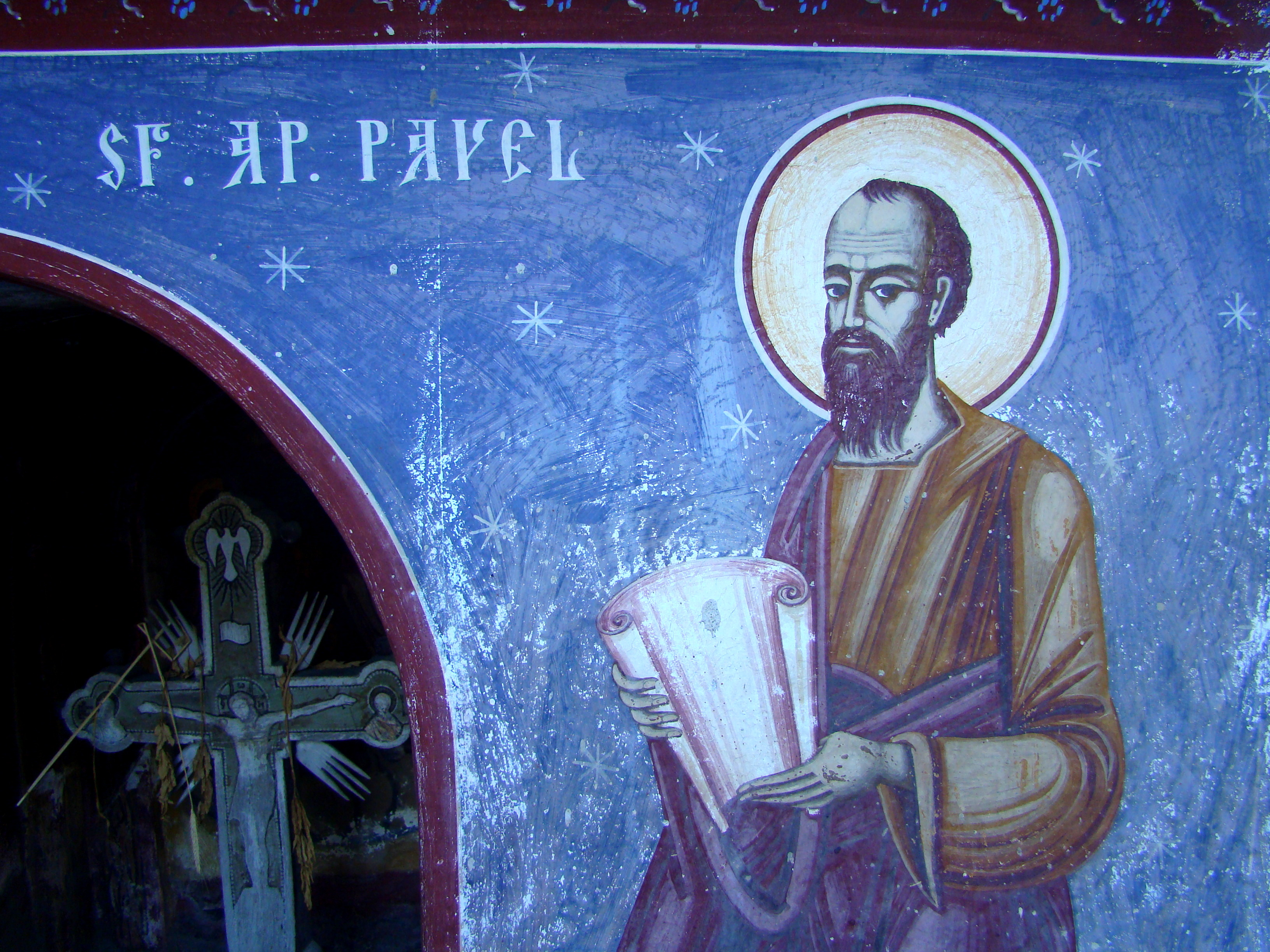
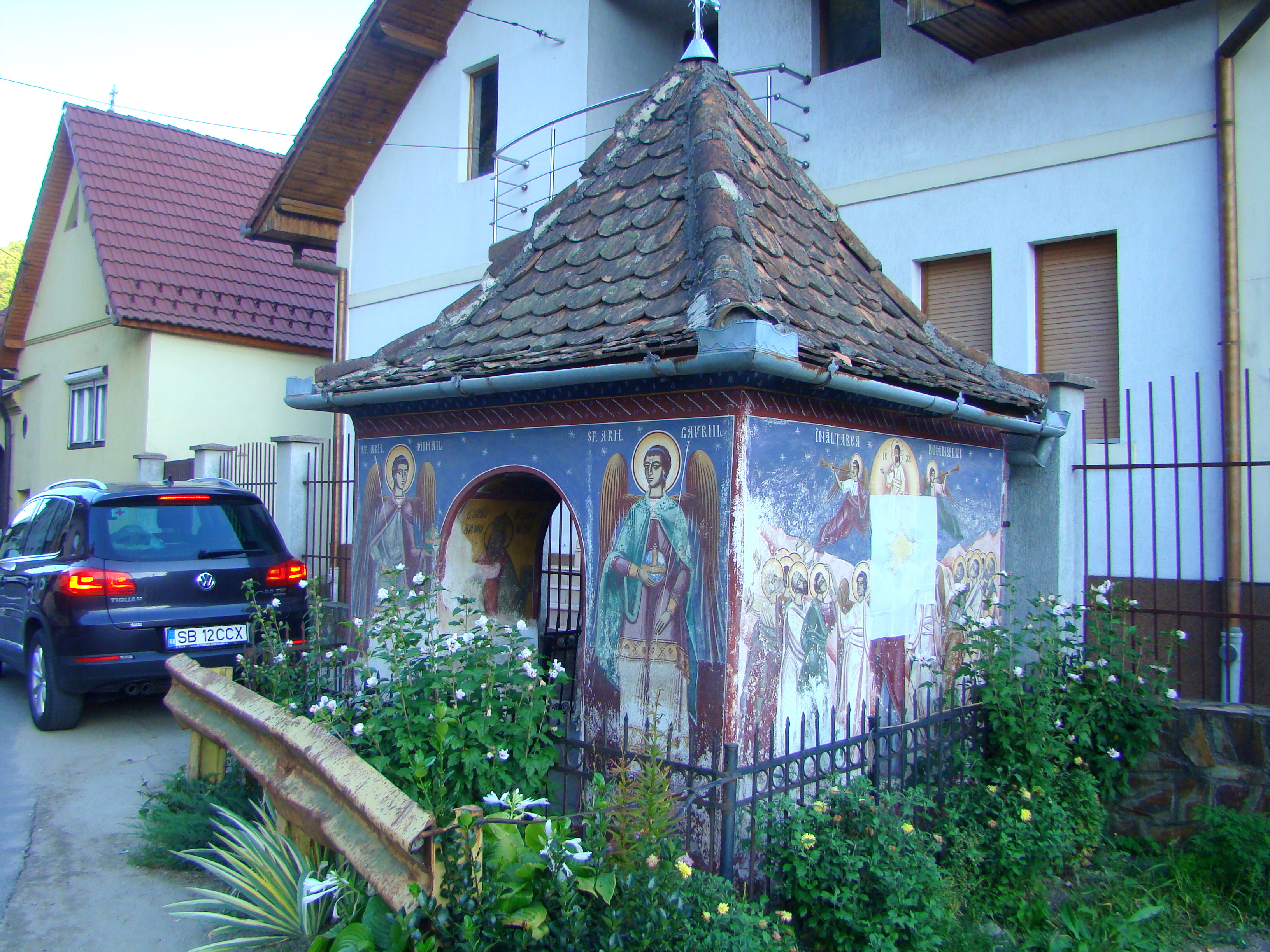
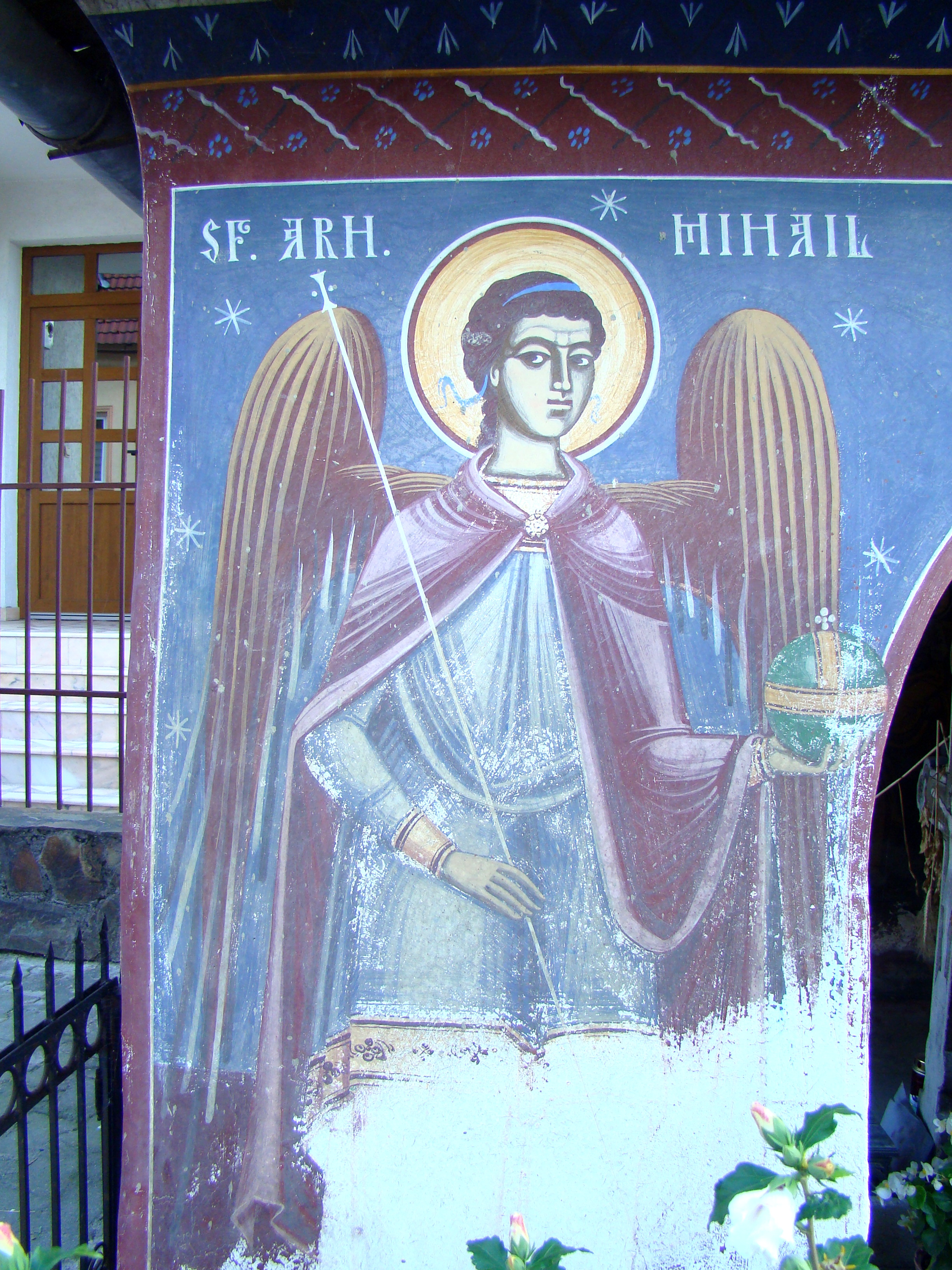
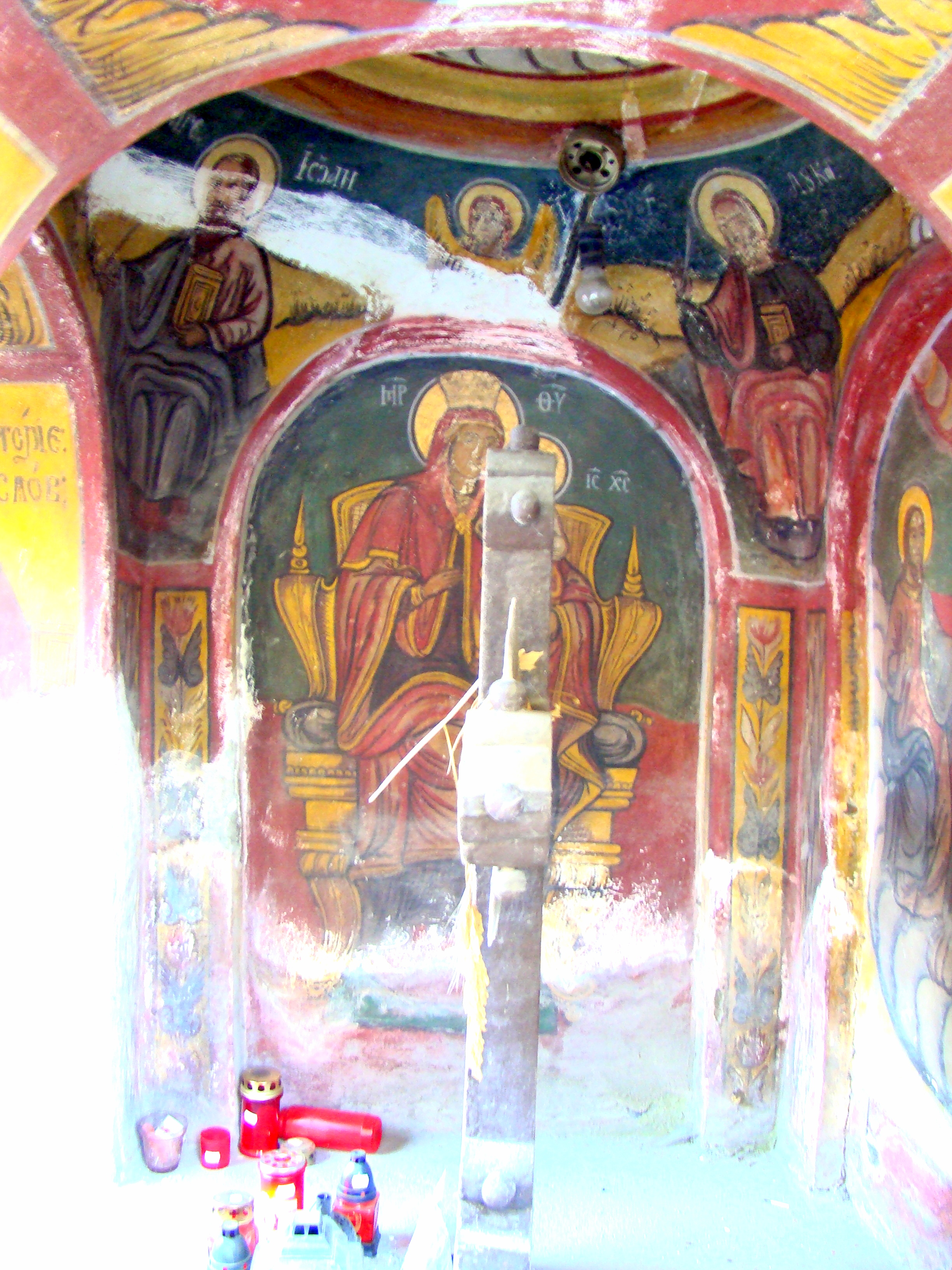
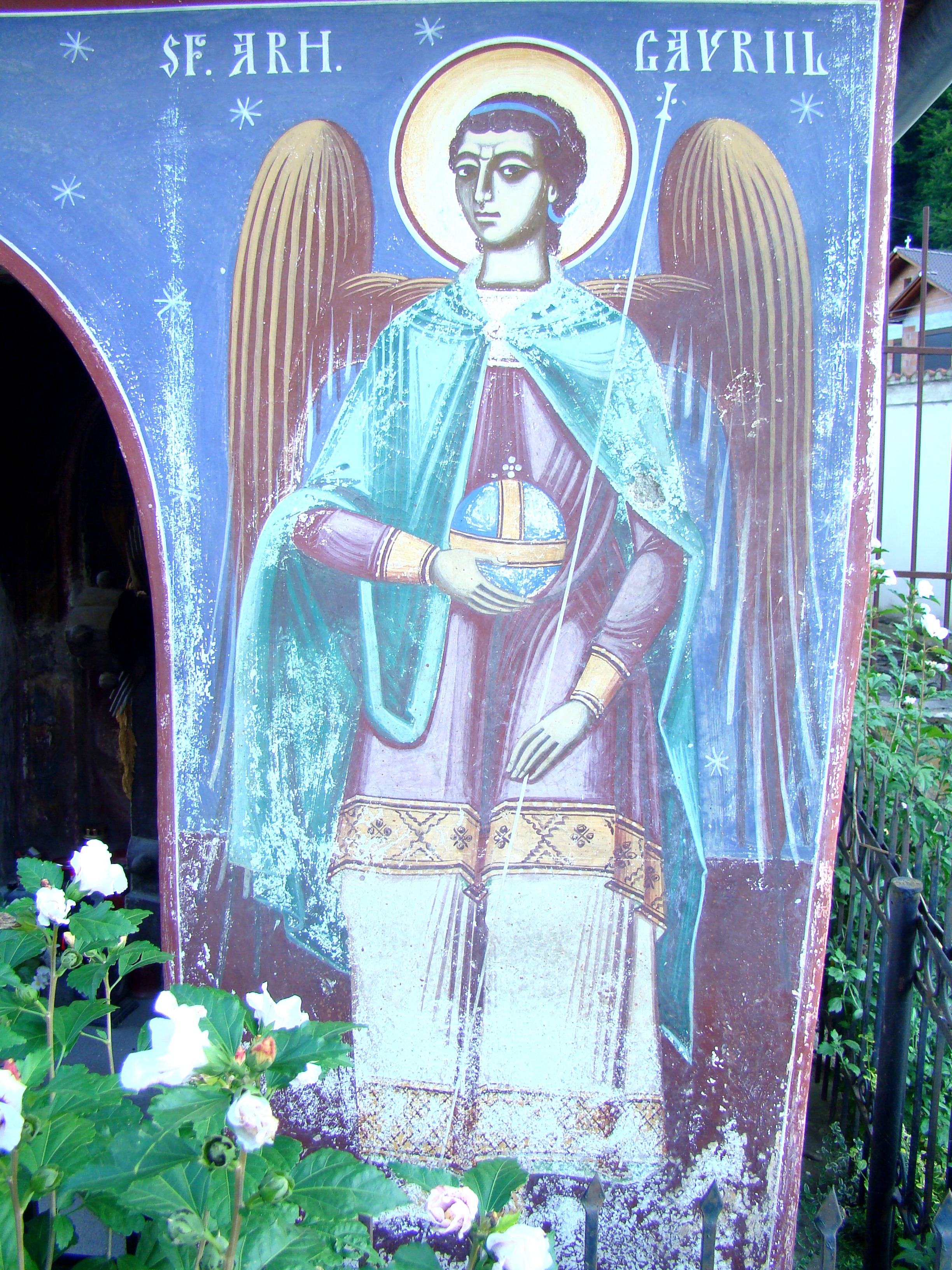
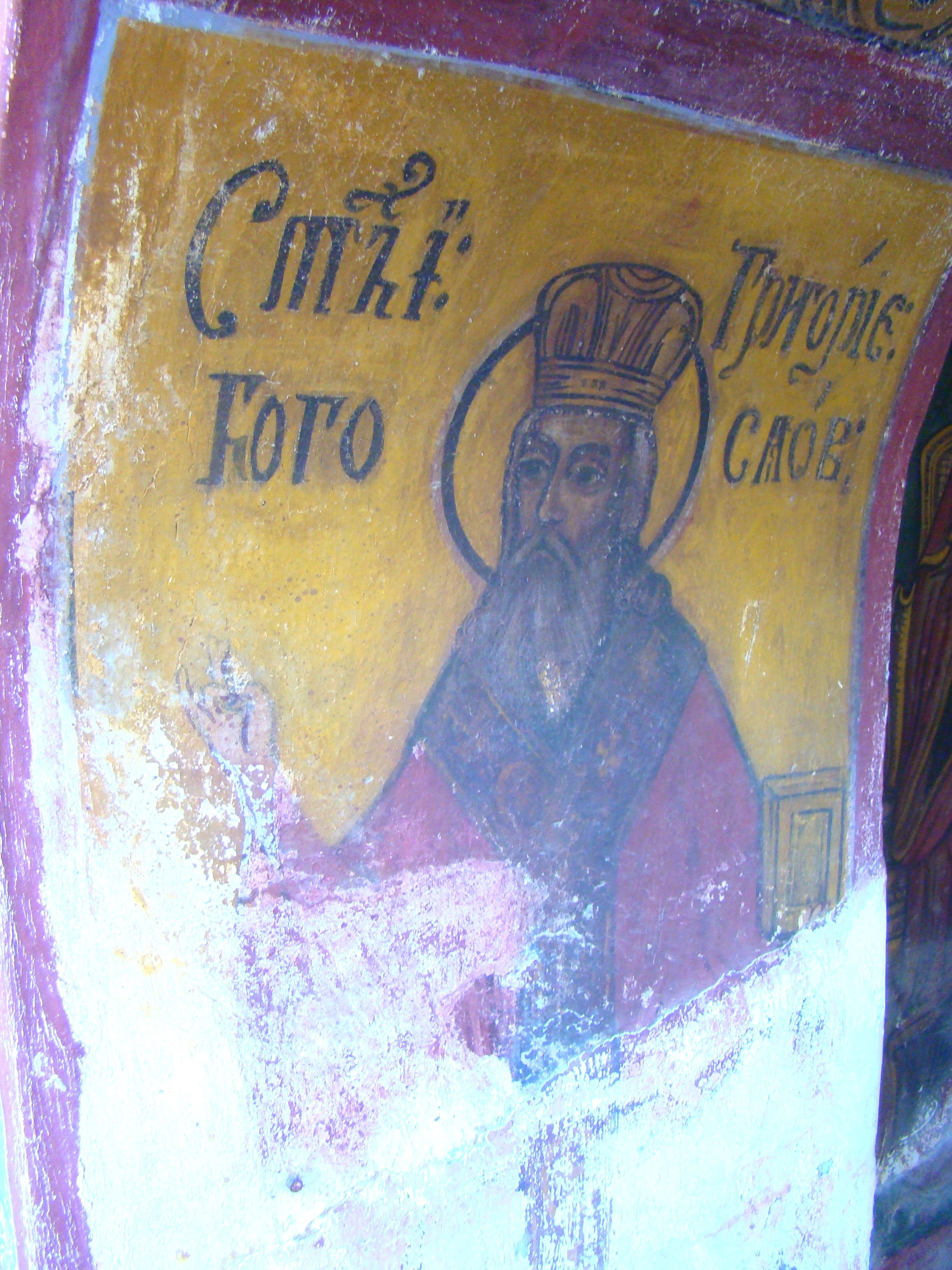
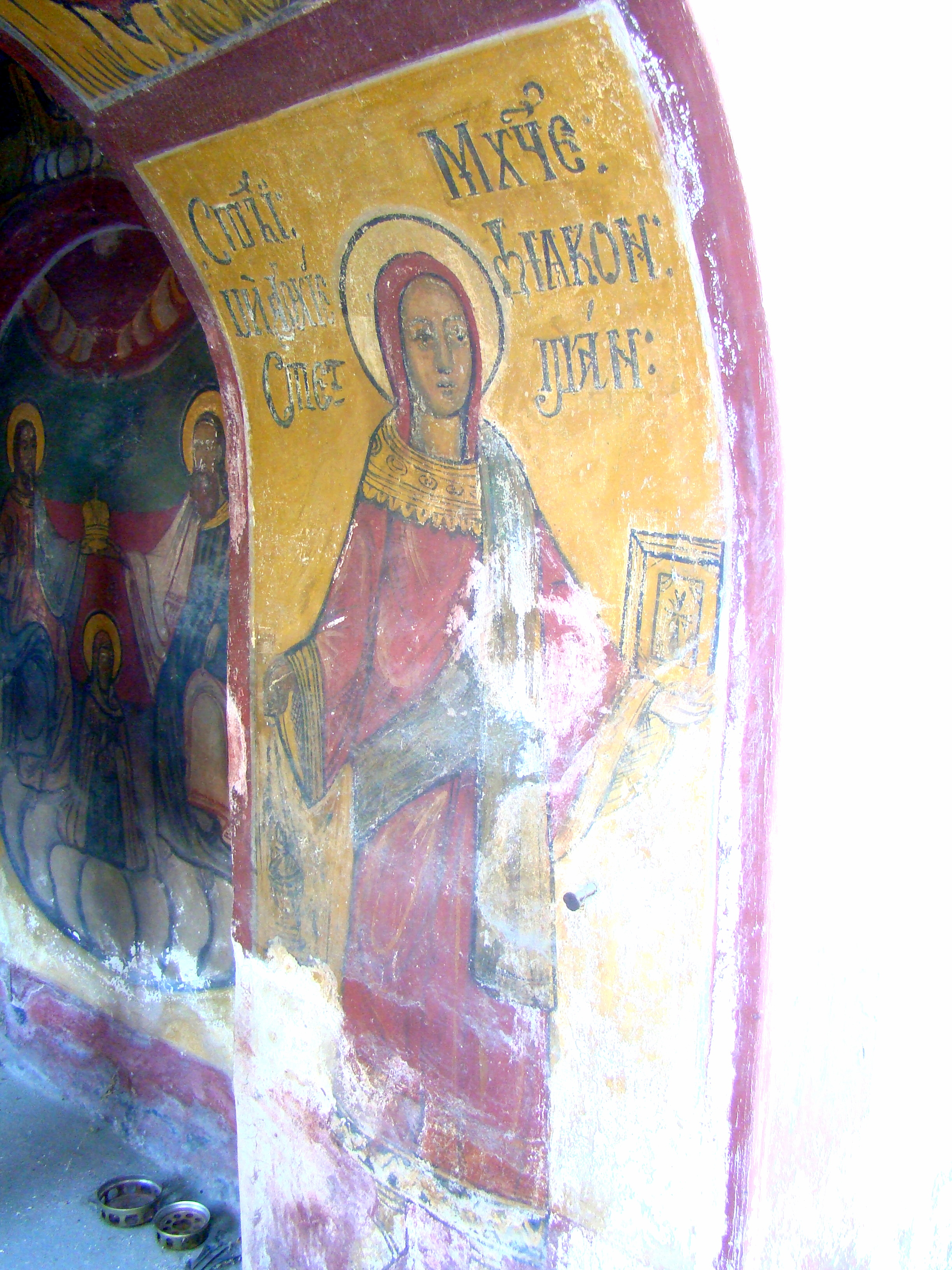

## Vezi și
- Tilișca, Sibiu